# Dragan Barlov
Pour les articles homonymes, voir Marjanović.
Dragan Barlov est un joueur d'échecs yougoslave puis serbe né le 30 janvier 1957 à Kragujevac, grand maître international depuis 1986.
Au 1er juin 2022, il est le 46e joueur serbe avec un classement Elo de 2 399 points.

## Biographie et carrière
Dragan Barlov remporta le tournoi d'échecs de Zurich en 1983, ex æquo avec Jaime Sunye Neto, Stefan Kindermann et Ricardo Calvo). La même année, il remporta la Mitropa Cup avec l'équipe de Yougoslavie et la médaille d'or individuelle au quatrième échiquier. En 1985, il finit deuxième du Mémorial Tchigorine disputé à Sotchi en 1985 (victoire de Ievgueni Svechnikov).
Grand maître international depuis 1986, Barlov remporta le championnat de Yougoslavie d'échecs en 1986 à Budva. 
En mars 1987, Dragan Barlov remporta le tournoi zonal de Pucarevo (ex æquo avec Petar Popović). Ce résultat le qualifiait pour le tournoi interzonal de 1987 de Zagreb où il marqua 6 points sur 16 et de deux olympiades (1986 et 1990). Il participa au championnat d'Europe par équipes nationales de 1989, remportant la médaille d'argent par équipe (il marqua cinq points sur sept au sixième échiquier.